# Wardsboro
Wardsboro és una població dels Estats Units a l'estat de Vermont. Segons el cens del 2000 tenia 854 habitants.

## Demografia
Segons el cens del 2000, Wardsboro tenia 854 habitants, 358 habitatges, i 234 famílies. La densitat de població era d'11,3 habitants per km².
Dels 358 habitatges en un 28,8% hi vivien nens de menys de 18 anys, en un 54,5% hi vivien parelles casades, en un 6,4% dones solteres, i en un 34,4% no eren unitats familiars. En el 27,1% dels habitatges hi vivien persones soles el 9,2% de les quals corresponia a persones de 65 anys o més que vivien soles. El nombre mitjà de persones vivint en cada habitatge era de 2,39 i el nombre mitjà de persones que vivien en cada família era de 2,91.
Per edats la població es repartia de la següent manera: un 23,7% tenia menys de 18 anys, un 6,6% entre 18 i 24, un 28,5% entre 25 i 44, un 30,1% de 45 a 60 i un 11,2% 65 anys o més.
L'edat mediana era de 41 anys. Per cada 100 dones de 18 o més anys hi havia 107 homes.
La renda mediana per habitatge era de 35.000 $ i la renda mediana per família de 43.333 $. Els homes tenien una renda mediana de 28.083 $ mentre que les dones 22.656 $. La renda per capita de la població era de 17.165 $. Entorn del 4,1% de les famílies i el 7,6% de la població estaven per davall del llindar de pobresa.